# Sameli Tala
Sameli Tala (Jalasjärvi, 16 de agosto de 1893 – Jalasjärvi, 6 de janeiro de 1961) foi um atleta meio-fundista finlandês, campeão olímpico em Paris 1924, com a equipe da Finlândia, nos 3000 m por equipes.